# Norbert Eder
Norbert Eder (Bibergau, 7 de novembro de 1955 - 2 de novembro de 2019) foi um ex-futebolista alemão que jogou a Copa do Mundo de 1986.

## Títulos
FC Bayern München
- Campeonato Alemão de Futebol: 1985, 1986, 1987
- Copa da Alemanha: 1986
- Supercopa da Alemanha: 1987